# Louis-seize

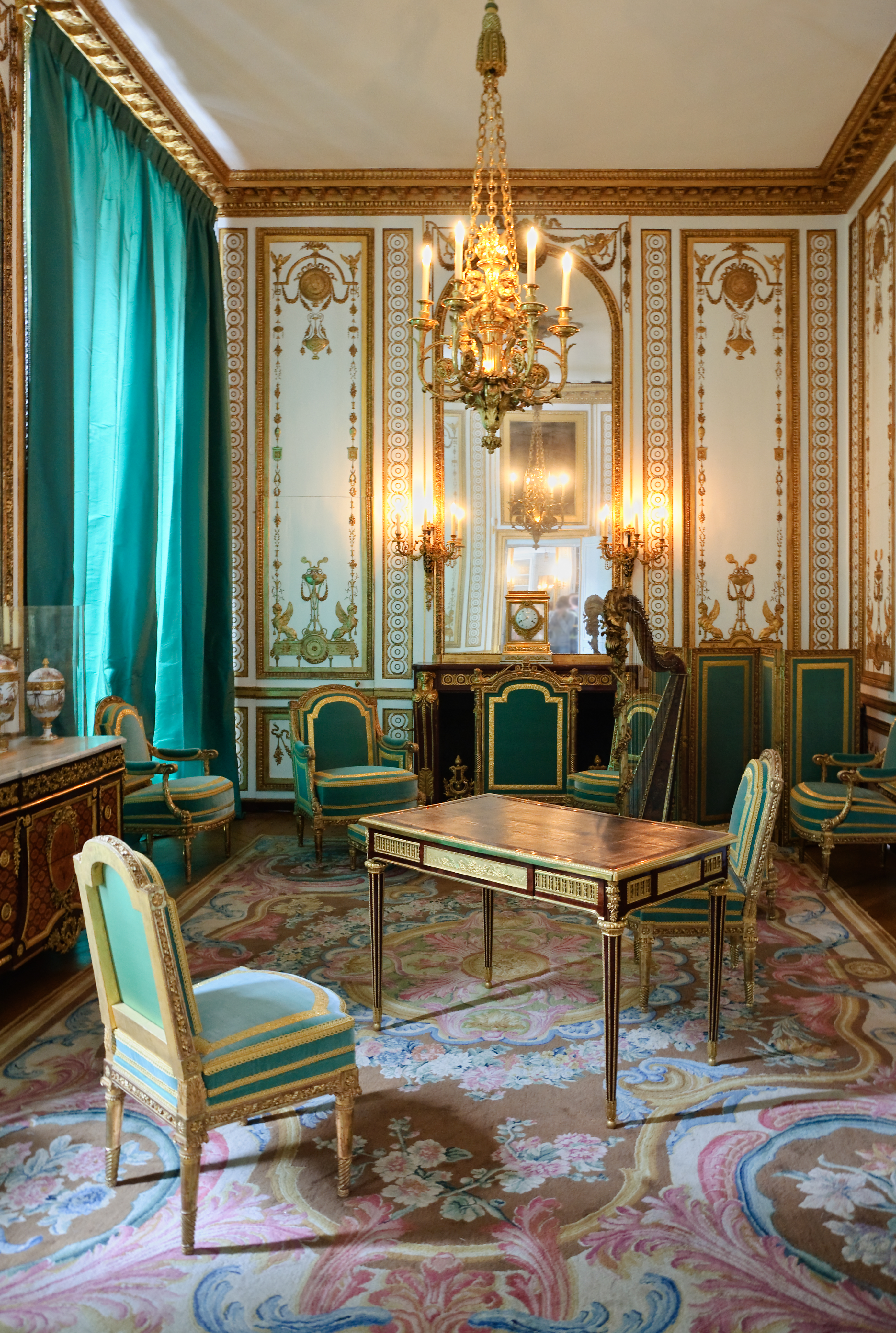
Ein Louis-Seize-Interieur: Cabinet doré de la Reine, Schloss Versailles

Der Louis-seize (auch: Louis XVI, vorrevolutionärer Klassizismus) ist eine Stilrichtung in der französischen und französisch beeinflussten europäischen Kunst und Architektur des 18. Jahrhunderts zwischen 1760 und 1790. Der Stil ist benannt nach dem französischen König Ludwig XVI. (Regierungszeit: 1774–1792).

## Definition und Abgrenzung
Der Louis-seize gehört zum Klassizismus. Seine typischen Stilformen entwickelten sich bereits gegen Ende der vorhergehenden Epoche Ludwigs XV. (Louis-quinze) von etwa 1760 bis etwa 1774; dieser Zeitraum wird daher als Übergangsphase („Transition“) vom Rokoko zum beginnenden Klassizismus angesehen.

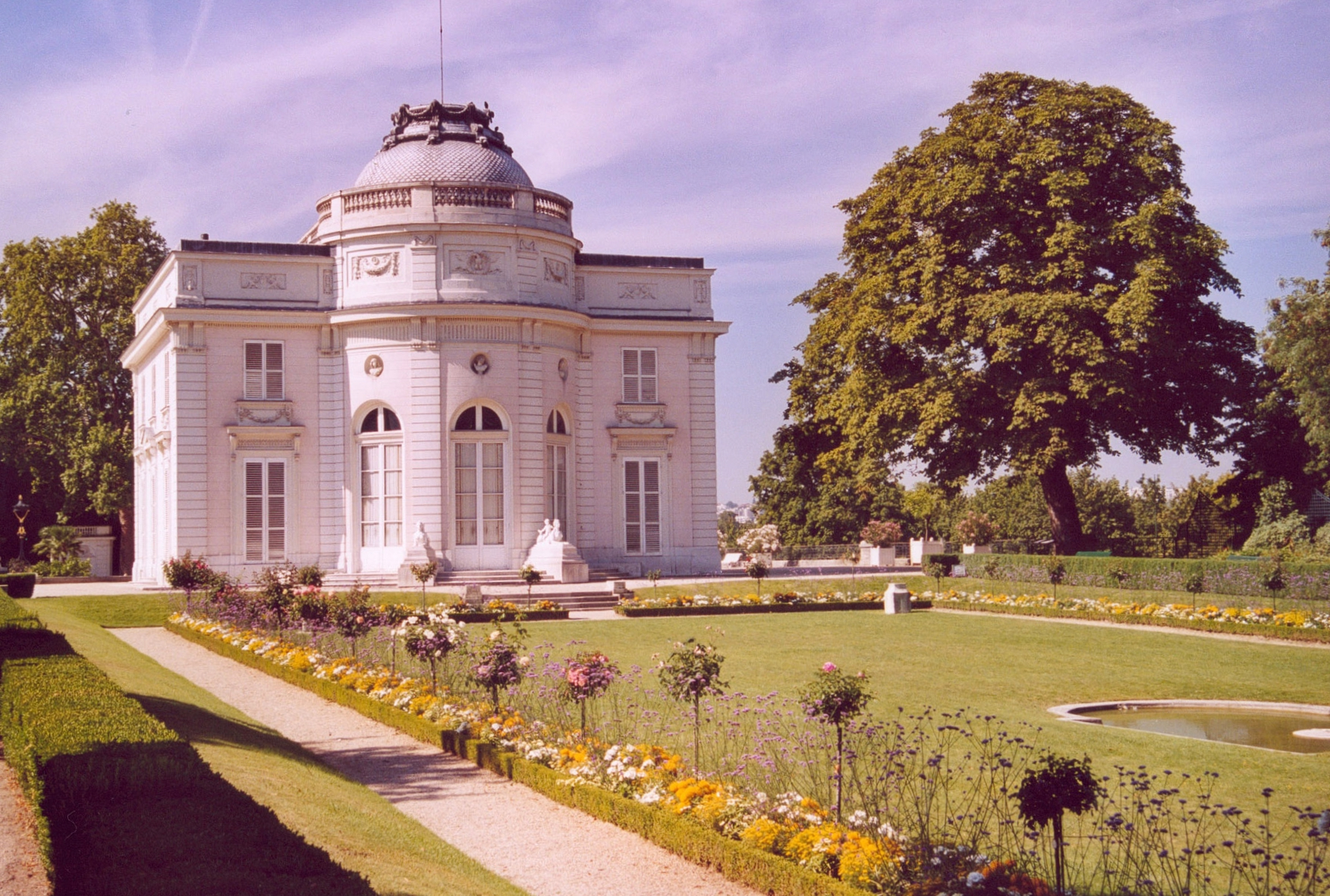
Schloss Bagatelle, Paris (1777)

Als zweite und eigentliche Phase des Louis-seize gilt die Zeit von 1774 bis 1790, also die Regierungszeit Ludwigs XVI. vor dem Ausbruch der französischen Revolution. In der Praxis wurde der Stil stärker durch den Geschmack der Königin Marie-Antoinette und die für sie geschaffenen eleganten Dekorationen in Versailles, Trianon und Fontainebleau geprägt, als durch den König selber.
Der Begriff wird außer in der Architekturgeschichte vor allem für einen Stil der Innendekoration bzw. für Gegenstände der Inneneinrichtung, insbesondere einen Möbelstil, verwendet. In Deutschland entspricht ihm etwa der Zopfstil, in Österreich der Josephinismus, in England und den USA der Late Georgian bzw. Adam Style und bei Möbeln Hepplewhite, in Schweden der Gustavianische Stil.
Dem Louis-seize vorausgehende Stile sind das Louis-quatorze (französisches Barock) unter dem „Sonnenkönig“ Ludwig XIV. und das Louis-quinze (französisches Rokoko) unter Ludwig XV. (in England: Chippendale). Bedeutende Wegbereiter waren die Stiche von Henri Salembier und die Möbel von Jean-Henri Riesener.
An das Louis-seize schließen sich das Directoire (Hauptzeit 1795–1799) und Consulat (1799–1804) an, gefolgt vom Empire (Hauptzeit 1804–1820).

## Formensprache

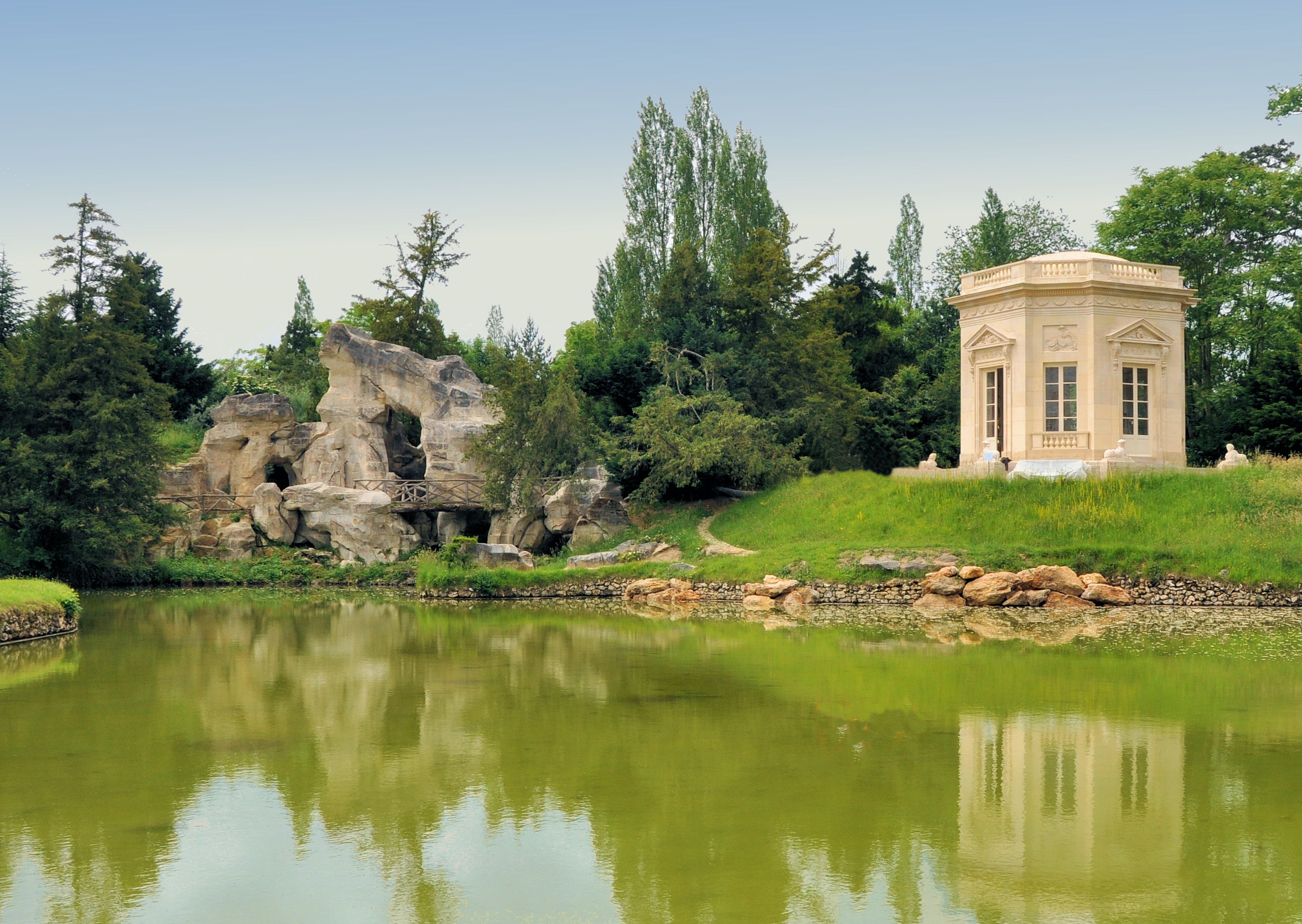
Belvédère-Pavillon mit dem 'großen Felsen' im englischen Park des Petit Trianon

Im Gegensatz zu den gerundeten, geschwungenen und asymmetrischen Formen des Rokoko ist der Stil Louis-seize geradliniger und eckiger, dabei jedoch sehr zierlich und elegant.
Bezüglich der Ornamentik werden die organischen abstrakt-barocken Formen der Rocaille durch geometrische Formen sowie dezent-naturalistische Applikationen ersetzt, wie Blumenkörbe, Zweige, Vögel, Fruchtstäbe, Fruchtgehänge, Girlanden und Festons sowie Bänder, und zum anderen durch die klassizistische Orientierung an der Antike, mit Mäanderornamenten, Medaillons, Trophäenschmuck, Musikinstrumenten sowie Attributen der verschiedenen Künste und Wissenschaften. Auch Dekorationen im sogenannten pompejanischen Stil, der von den Ausgrabungen in Pompeji inspiriert war, oder ägyptische Anspielungen mit Sphingen waren beliebt (siehe z. B. Schloss Bagatelle oder das Cabinet doré der Marie-Antoinette in Versailles).
Es kommen sowohl sehr schlichte Interieurs vor – z. B. die privaten Räume mit Bibliothek Ludwigs XVI. in Versailles –, als auch sehr fantasievolle, verspielte und kostbare Raumschöpfungen, wie z. B. der für Marie-Antoinette gefertigte Dekor im Schlafzimmer der Königin in Versailles mit üppigem, buntem Blumenschmuck auf Lyoner Seide, oder ihr pompejanisches Boudoir in Fontainebleau. Insgesamt fällt eine Tendenz zum Intimen auf.

### Architektur
Wichtigster Vertreter ist in der Architektur Ange-Jacques Gabriel mit dem Paradebeispiel Petit Trianon. Bei Gabriel ist die Unterscheidung der beiden Teilphasen gut nachvollziehbar: die durch Marie-Antoinette beeinflusste zweite Phase ist von zierlicherer Eleganz. Ein weiteres bedeutendes Bauwerk des Louis-seize ist das von François-Joseph Bélanger 1777 geschaffene Schloss Bagatelle im Bois de Boulogne.
In der Gartenkunst wurde der typische französische Garten durch den englischen Landschaftsgarten abgelöst – eine Entwicklung die ideengeschichtlich durch Rousseaus Naturphilosophie vorbereitet war.

### Möbel und Innenarchitektur
Allgemein ist die Gestaltung der Gegenstände weniger streng und reduziert als im Klassizismus. Neben dem Repertoire aus Kapitellen, Giebeln etc. finden sich auch Zitate aus der Flora und Fauna. Die Möbel sind zierlich und aus Harthölzern ausgeführt, manchmal aus Mahagoni, und haben Edelholzfurniere oder sogar Intarsienarbeiten. Auch sehr prächtige Möbel in Boulletechnik kommen vor.
Der Grundriss der Schrankmöbel und Sekretäre ist zumeist rechteckig mit angeschrägten Ecken. Die dort auf- oder angesetzten Beine sind typischerweise gerade und besitzen einen runden Querschnitt. Verspielte oder organische Abschlüsse und Ecken sind nicht zu finden, sie weisen meist auf Möbel früherer oder späterer Stile hin, etwa auf solche des Louis Philippe (Restauration).
An Sitzmöbeltypen sind die Voyeuse und die bereits seit 1740 entwickelte Bergère häufig vertreten. Ein ganz eigener Möbeltyp des Louis-seize ist der sogenannte Louis-seize-Stuhl. Bei ihm sind die Beine kanneliert, also mit einer Auskehlung versehen. Bekannter Hersteller war der Pariser Möbeltischler Nicolas Quinibert Foliot (er fertigte auch für Marie-Antoinette) sowie Jean Baptiste Claude Sené und Georges Jacob.

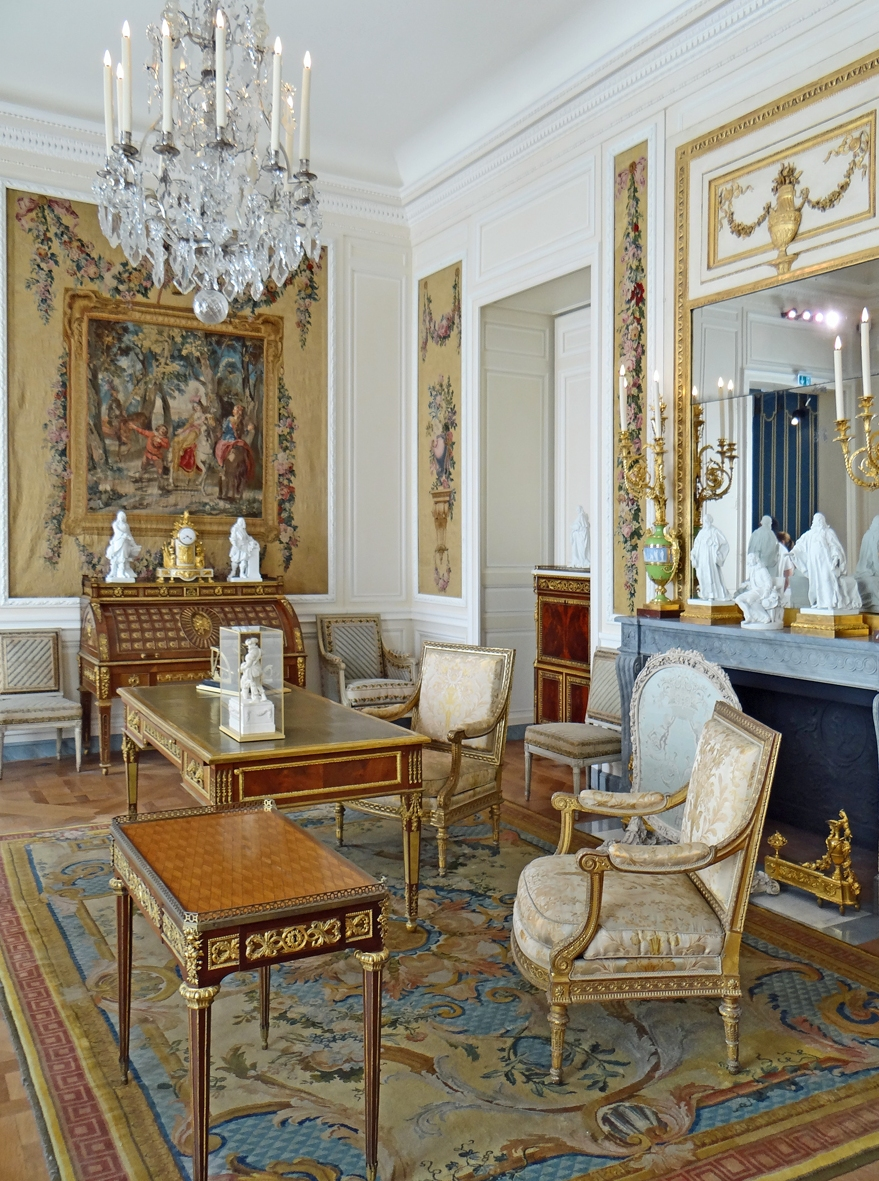
Louis-seize-Interieur im Département des Objets d’Art (Raum 59), Louvre, Paris
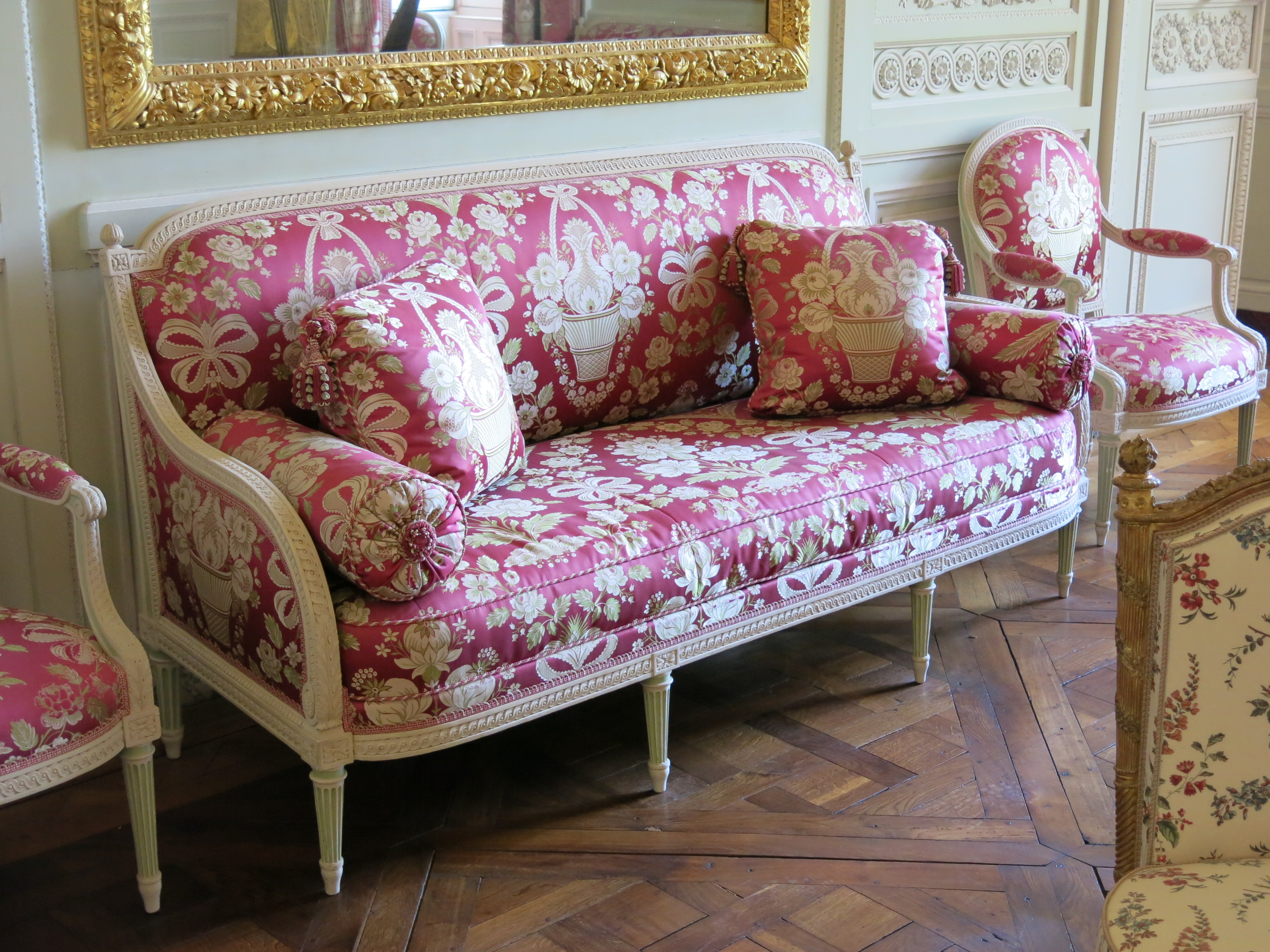
Dreisitziges Canapé und Fauteuils im Salon de compagnie, Petit Trianon
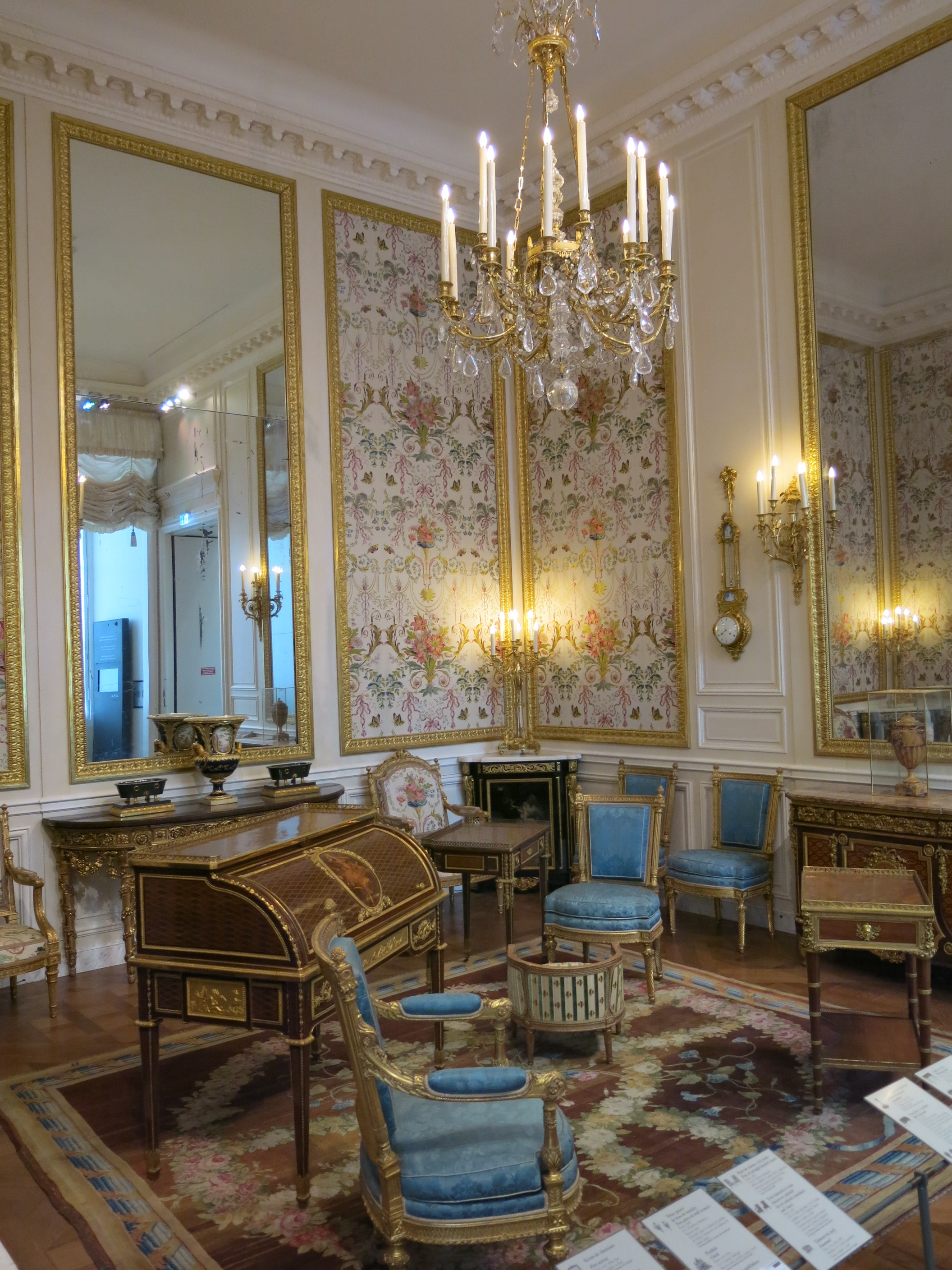
Salle Marie-Antoinette, Département des Objets d’Art (Raum 65), Louvre, Paris
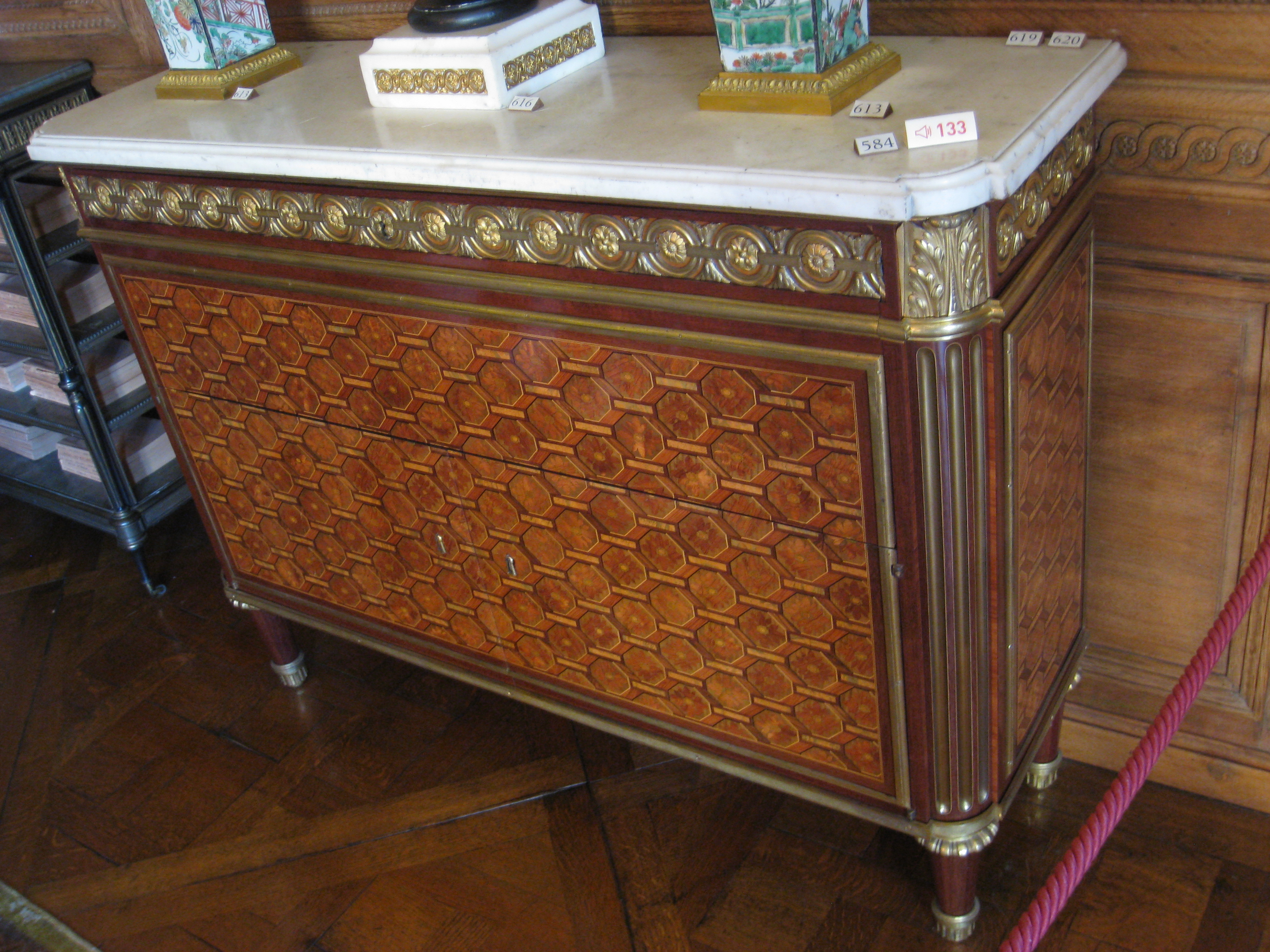
Kommode mit komplexen Intarsienarbeiten von Jean-François Leleu
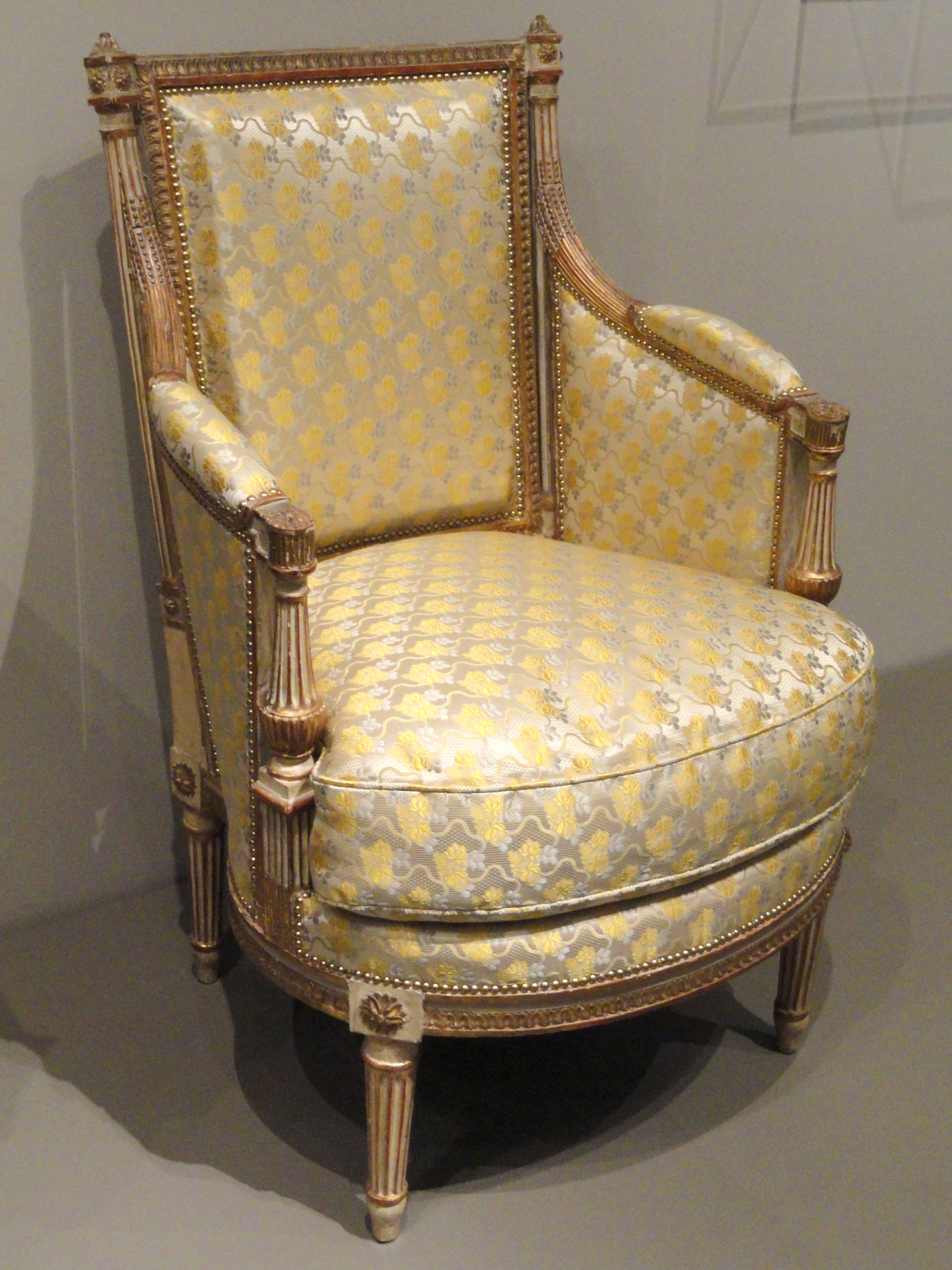
Louis-seize-Bergère (Jean Avisse, Paris 1780–1785), Art Institute of Chicago
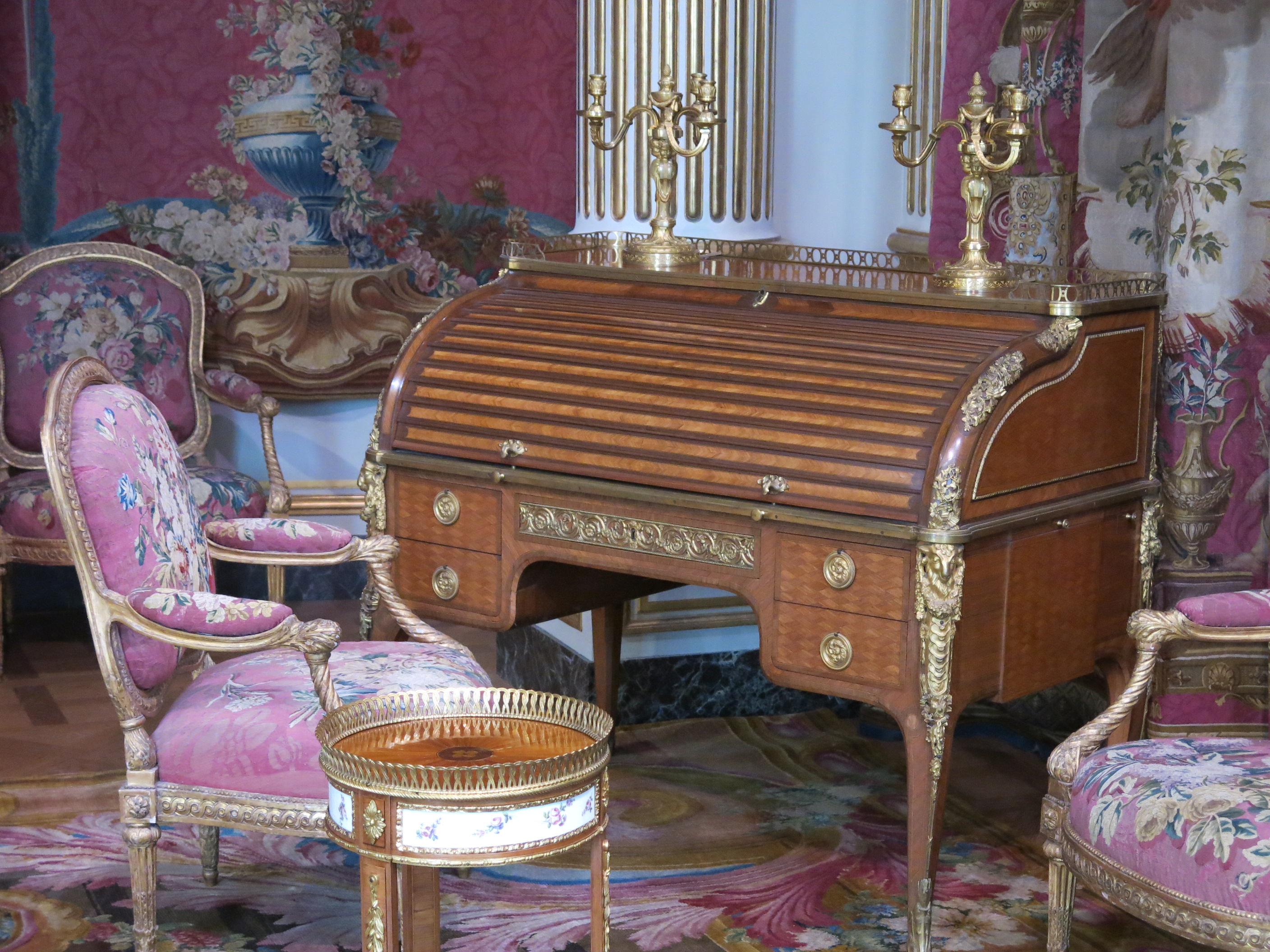
„Zylinder“-Sekretär (1777) und  Fauteuils „à la reine“ (1768) aus dem Hôtel de Chevreuse, Louvre (Raum 55), Paris.
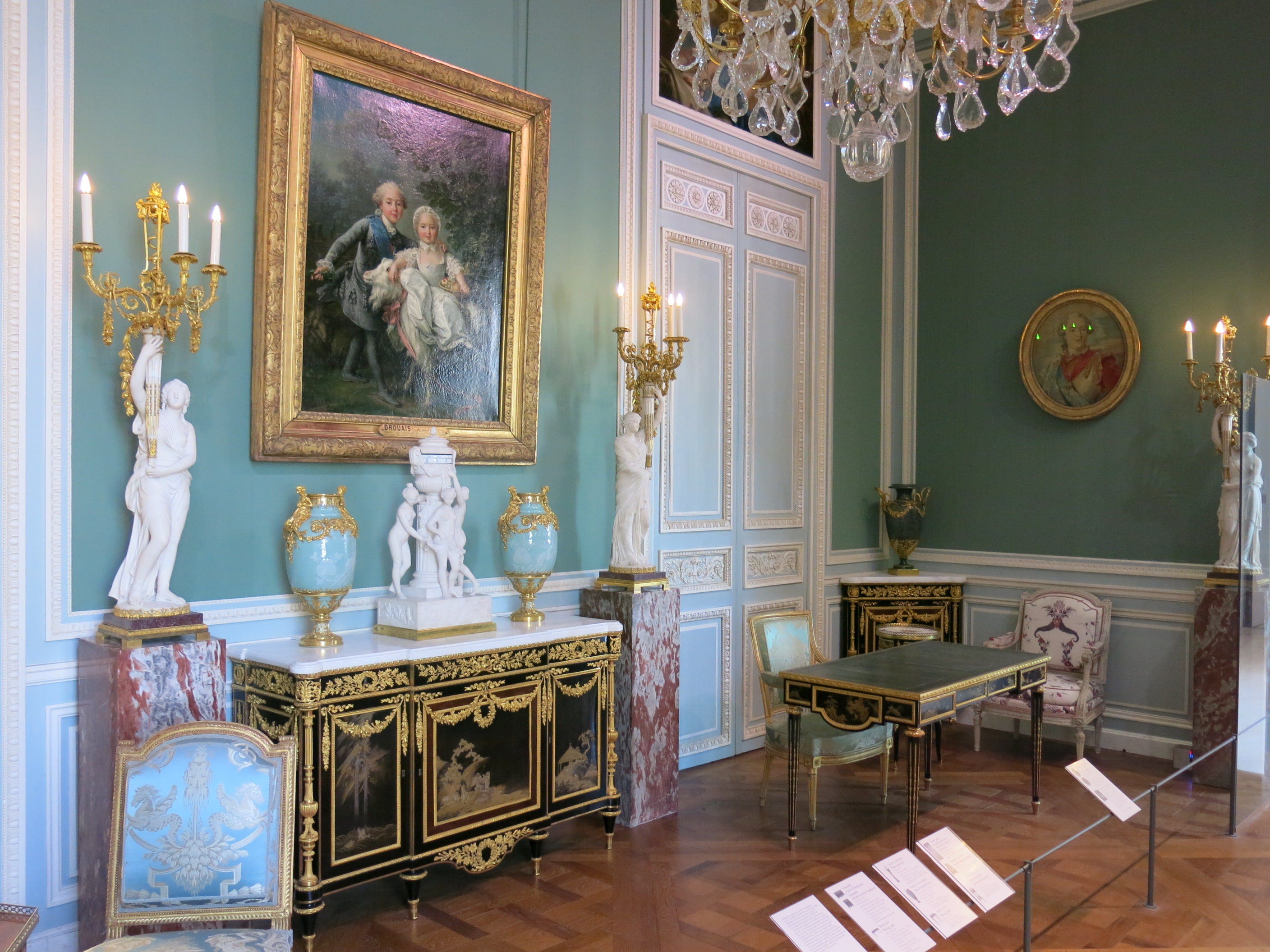
Louis-seize-Interieur mit Möbeln in Boulletechnik, Département des Objets d’Art (Raum 62), Louvre, Paris
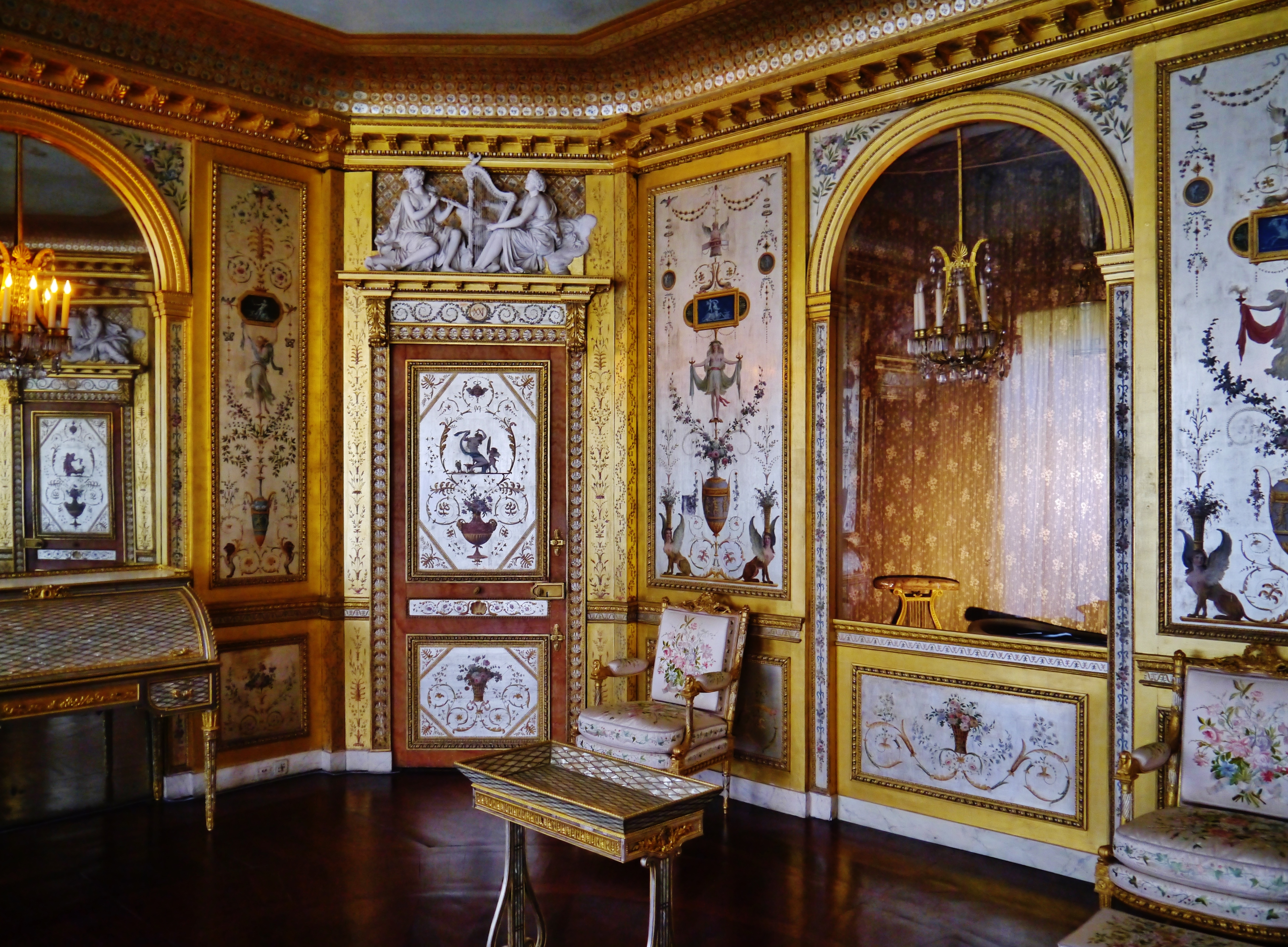
Boudoir der Königin Marie-Antoinette (1786) im pompejanischen Stil, Schloss Fontainebleau
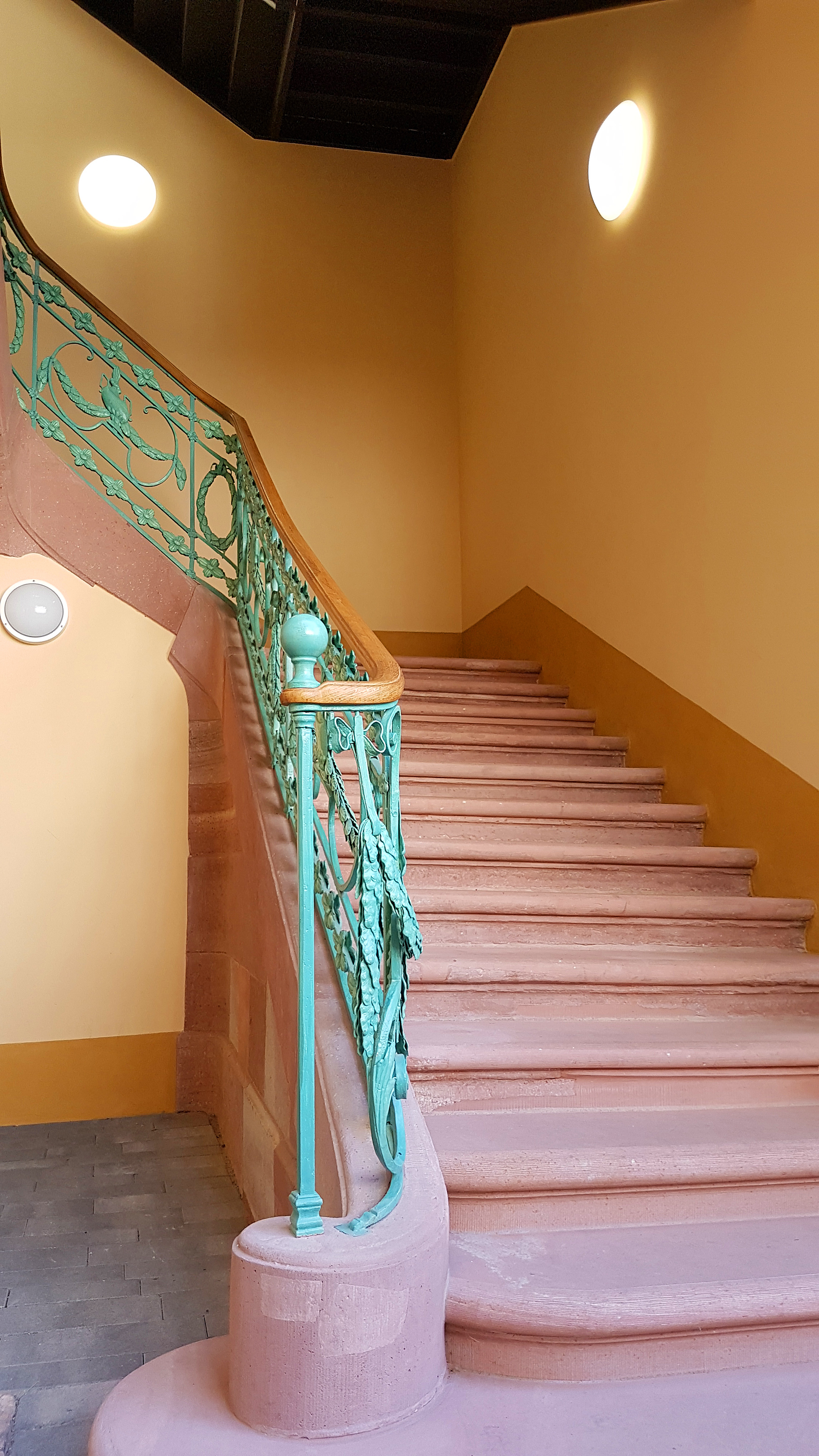
Louis-seize-Treppe, Mannheim, Barockhaus C4